# ستيليورن
ستيليورن (بالإنجليزية: Stellihorn)‏ هو أحد جبال سلسلة جبال الألب بينيني ويقع في كانتون فاليز في سويسرا. يحتل المرتبة رقم 71 في قائمة جبال سويسرا من حيث الارتفاع، إذ يبلغ ارتفاعه حوالي 3436 متر، بينما يبلغ ارتفاع نتوء الجبل 598 متر.